# Орделаффи, Пино III

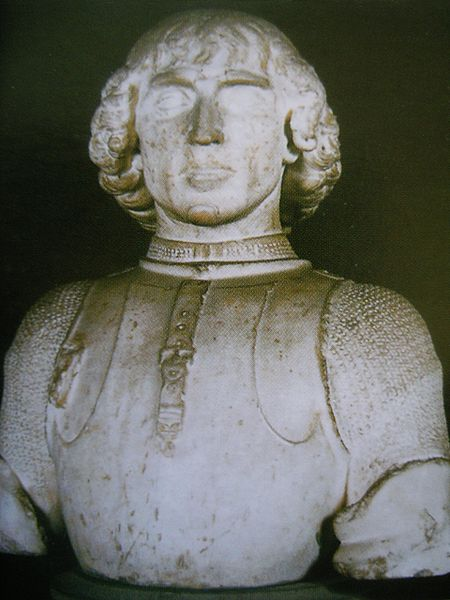
Бюст Пино III Орделаффи работы Франческо ди Симоне Ферруччи

Пино III Орделаффи (итал. Pino III Ordelaffi; март 1436 — октябрь 1480) — итальянский кондотьер, синьор Форли (1466—1480). Один из наиболее известных представителей династии Орделаффи. Также известен тем, что отравил свою первую и вторую жён, а также мать.

## Биография
Пино был сыном Антонио I Орделаффи и Катерины Раньони и братом Франческо IV Орделаффи, синьора Форли с 1448 года.
В 1462 году он взял себе в жёны Барбару Манфреди, дочь Асторре II, синьора Фаэнцы.
В 1463 году Пино заболел: Франческо подозревался в его отравлении, но вскоре тот выздоровел. В 1466 году, в свою очередь заболел Франческо. Барбара пыталась отравиь его, но безуспешно. Франческо был заключен в тюрьму вместе со своей женой Элизабеттой Манфреди и в итоге был убит офицером. Пино захватил город и присвоил себе титул синьора Форли и Форлимпополи с помощью Венеции. 
После этого у жены Пино Барбары появился любовник при дворе Форли, Джованни Орчеоли. Вскоре влюблённые были найдены мёртвыми. Возможно, они были отравлены по приказу Пино. Отец Барбары Асторре подозревал Пино в убийстве. Поэтому Пино добился союза с Таддео Манфреди, синьором Имолы и противником Асторре, чтобы не дать последнему свергнуть себя с помощью папы. Для укрепления союза, он женился на дочери Таддео Заффире Манфреди, однако она умерла в 1473 году.
Между тем, в 1467 году отравил свою мать. В этом же году он принял участие в битве при Молинелле, где был ранен.
Пино III Орделаффи умер в 1480 году. Возможно, он был отравлен своей третьей женой, Лукрецией Пико делла Мирандола. Наследником стал его сын Синибальдо, чьё короткое правление предшествовало захвату форлийских земель Джироламо Риарио.
Пино был покровителем искусств и строителем многих сооружений в Форли. Он окружил город крепостной стеной, завершил строительство цитадели Равальдино, обеспечил период политического спокойствия и экономического процветания, сумел привлечь в Форли известных художников и архитекторов, украсивших город великолепными дворцами. Гробницу, заказанную Пино скульптору Франческо ди Симоне Феруччи из Фьезоле для своей жены Барбары Манфреди, до сих пор можно увидеть в аббатстве Сан-Меркуриале — главной достопримечательности Форли.